# جاسم سالم
جاسم سالم (مواليد 27 فبراير 1997، لاعب كرة قدم إماراتي يجيد اللعب في الوسط.

## نادي شباب الأهلي دبي
كان يلعب مع نادي الشباب و بعد دمج أندية الأهلي و نادي الشباب ونادي دبي تحت مسمى نادي شباب الأهلي تم ضمه إلى نادي شباب الأهلي .

## نادي حتا
وقع مع نادي حتا مطلع عام 2019 .

## روابط خارجية
- جاسم سالم على موقع Soccerway.com (الإنجليزية)